# Ralph Osborn

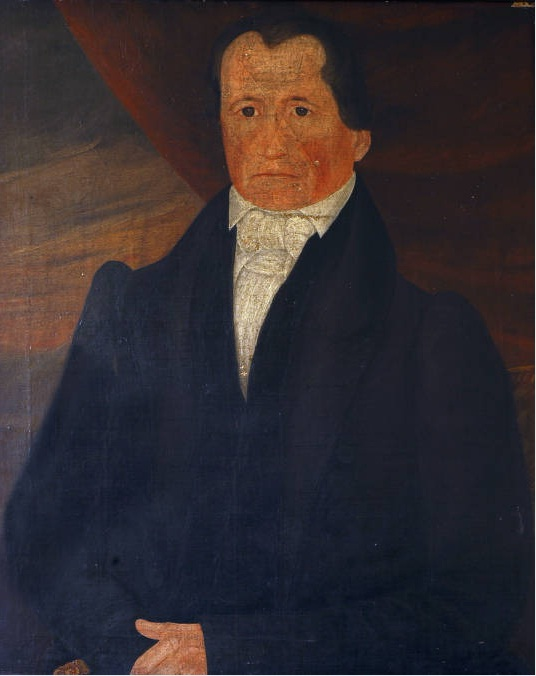
Ralph Osborn (etwa 1815)

Ralph Osborn (* 1780 in Waterbury, Connecticut; † 30. Dezember 1835 in Columbus, Ohio) war ein US-amerikanischer Jurist und Politiker. Er war von 1815 bis 1833 Auditor of State von Ohio und saß von 1833 bis 1835 im Senat von Ohio.

## Werdegang
Ralph Osborn wurde während des Unabhängigkeitskrieges im New Haven County geboren und wuchs dort auf. Über seine Jugendjahre ist nichts bekannt. Er studierte Jura und zog dann 1806 nach Ohio, wo er sich in Franklinton (Franklin County) niederließ. Nach dem Erhalt seiner Zulassung als Anwalt begann er dort zu praktizieren. Osborn lebte dort zwei oder drei Jahre lang, als er eine Ernennung zum ersten Staatsanwalt (Prosecuting Attorney) im Delaware County annahm. Das Delaware County wurde 1810 geschaffen. Dann war er als Clerk im Repräsentantenhaus von Ohio tätig. Osborn bekleidete den Posten in fünf aufeinander folgenden Sessions bis zu seiner Wahl zum Auditor of State im Jahr 1815. Als Auditor of State hielt er den Posten 18 Jahre lang inne. Im Herbst 1833 wurde er für das Franklin County und das Pickaway County in den Senat von Ohio gewählt. Während dieser Zeit verlegte er seinen Wohnsitz nach Columbus (Ohio), wo er im Alter von 56 Jahren verstarb.